# Pesto
Pesto of pesto alla genovese (uit Genua) is een Italiaanse saus, oorspronkelijk gemaakt door (Ligurische) olijfolie, basilicumblaadjes (uit Pra, een wijk in Genua), knoflook (uit Vessalico), zeezout, pecorino en/of Parmezaanse kaas, en pijnboompitten fijn te malen. De ingrediënten werden in een vijzel tezamen fijngewreven. Vandaar de naam 'pesto' = gestampt. Het product heeft een smeuïge textuur.
In Italië combineert men pesto met pastagerechten (trofie of trenette). De saus is ook populair buiten het land. Daar wordt de saus niet alleen toegepast op pasta, maar ook op toast, over carpaccio (dungesneden rauwe ossenhaas) en kip of als smaakmaker in salades, op pizza of broodjes.
Pesto wordt vaak verward met of ondergebracht bij tapenade. Tapenade echter bevat in ieder geval kappertjes en vaak ook olijven.
Een Siciliaanse variant, pesto alla trapanese, soms "rode pesto" genoemd, wordt bereid met onder meer tomaten en amandelen.

## Trivia
- Pesto is meestal niet vegetarisch, aangezien er bijna altijd kaas met dierlijk stremsel in zit.